# Hamish McAlpine
Pour les articles homonymes, voir McAlpine.
Hamish Robert McAlpine, appelé couramment Hamish McAlpine, est un footballeur écossais, né le 21 janvier 1948 à Kilspindie (en), Perth and Kinross. Évoluant comme gardien, il est principalement connu pour ses 20 saisons à Dundee United.
Il compte 5 sélections en équipe d'Écosse espoirs.

## Biographie

### Carrière en club
Natif de Kilspindie (en), Perth and Kinross, il est initié au football par son père, Ian McAlpine, lui-même footballeur talentueux, qui a joué pour Dundee mais dont la carrière a été tronquée par la Seconde Guerre mondiale. Alors que son père jouait avant-centre, Hamish choisit le poste de gardien.
Il signe tout d'abord pour le club junior de Dundee North End (en) avant de s'engager en signant un contrat de semi-pro en juin 1966 pour Dundee United. Pendant un an, il continuera à travailler dans la comptabilité, étant employé dans la société du président de Dundee United, George Fox. Cette situation s'arrête en 1967 lorsqu'il signera un contrat professionnel avec le club.
Troisième choix pour le poste de gardien derrière Don Mackay et Sandy Davie (en), il part s'aguerrir en Division Two à Montrose pour la saison 1967-68. Il y donne satisfaction au point que Montrose tente de le recruter de manière définitive, mais sans succès. Revenu à Dundee United, il jouera pour la première fois en équipe première à l'occasion d'un match amical de pré-saison contre les Anglais d'Hartlepool United en août 1968.
Le départ de Sandy Davie (en) en octobre 1968 le fit passer au rôle de remplaçant attitré de Don Mackay. Une blessure de ce dernier permit à McAlpine de jouer son premier match officiel avec Dundee United le 8 mars 1969 pour une défaite 0-1 contre Heart of Midlothian à Tynecastle Stadium, mais ce fut sa seule apparition de la saison.
Il manqua la quasi-totalité de la saison suivante à la suite d'une blessure aux ligaments croisés. Son apparition suivante n'eut lieu qu'en octobre 1970, en Coupe des villes de foires contre le Sparta Prague, toujours pour remplacer Don Mackay blessé. Mais cette fois-ci, il réussit à convaincre ses dirigeants et devint progressivement le choix numéro 1 de son entraîneur, jouant 30 matches dans la saison. Il renforça cette position de numéro 1 les années suivantes même si la hiérarchie n'était pas encore totalement stabilisée, mais avec le départ de Don Mackay en 1972, il devient incontournable à ce poste lors de la décennie entière.
Il devient aussi un des joueurs préférés des supporteurs, qui louent son excentricité comme lorsqu'il se positionnait loin de sa cage et même de sa surface, un peu à la manière d'un libéro, quand son équipe attaquait et que le jeu se déroulait dans l'autre moitié de terrain. Lors de la saison 1975-76, alors que son club luttait pour éviter la relégation et que les attaquants venaient de connaître une série d'échecs à tirer des pénalties, McAlpine prit la responsabilité d'en tirer lui-même. Il inscrivit un but sur sa première tentative contre Hibernian lors de l'avant-dernier match de la saison, avant d'en manquer un lui aussi lors du dernier match contre les Rangers. Toutefois, le club réussit à se maintenir lors de cette dernière journée. Il inscrit deux autres pénalties la saison suivante avant de laisser cette responsabilité à d'autres joueurs de champ.
McAlpine est aussi connu pour son caractère libre et têtu, qui lui valut d'entrer parfois en conflit avec son entraîneur, le fameux Jim McLean. En effet, McAlpine refusa obstinément de suivre un entraînement particulier de gardien de but, voulant à tout prix partager les mêmes entraînements que ses coéquipiers joueurs de champ, ce que pourtant McLean tentait en vain de lui imposer. Un conflit un peu plus fort que les autres, survenu en 1979, provoqua exclusion temporaire de McAlpine du groupe et son remplacement par Peter Bonetti.
À la suite de la victoire de Dundee United en Coupe de la Ligue en 1980, le capitaine du club, Paul Hegarty, au moment de recevoir le trophée appela McAlpine pour qu'il soit le premier à le soulever, soulignant ainsi son rôle primordial au sein du club. Il joua aussi un rôle important lors de l'obtention du titre de champion d'Écosse lors de la saison 1982-83, n'en manquant aucun match.
Au début de la saison 1983-84, pour marquer ses 17 années au club, un match hommage en son honneur fut organisé contre Tottenham Hotspur. Les saisons suivantes le virent entrer en compétition avec Billy Thomson, de 10 ans son cadet, pour le poste de gardien du club, ce qui ne l'empêcha de réaliser encore de grandes saisons ni même d'être élu Meilleur footballeur du championnat d'Écosse SFWA en 1985.
Toutefois, une blessure en octobre 1985 l'éloigna quelque temps des terrains, ce qui permit à Billy Thomson de s'imposer durablement. Il obtient alors un prêt pour Dunfermline Athletic pour qui il joua un match en avril 1986, avant de rejoindre le club de D3 Raith Rovers en transfert net à la fin de la saison. Il les aida à obtenir la promotion en D2 dès sa première saison. Il quitta le club après une seconde saison, non sans avoir inscrit son 4e but officiel contre Kilmarnock.
Alors qu'il avait pensé prendre sa retraite, il fut contacté par le Celtic pour participer à un stage de pré-saison en Suisse, alors que deux des gardiens du club venaient de se blesser, Pat Bonner et Andy Murdoch (en). Ce stage lui donna l'envie de prolonger un peu plus, s'engageant pour Arbroath avant de prendre véritablement sa retraite en 1989.

### Carrière internationale
Hamish McAlpine n'a pas reçu de sélections internationales avec l'Écosse mais reçut une dérogation pour jouer avec les espoirs même s'il avait dépassé l'âge. Il reçut 5 sélections espoirs entre le 12 octobre 1982 contre la RDA espoirs (en) et le 11 octobre 1983 contre la Belgique espoirs.

### Vie privée
McAlpine est un sportif accompli, jouant en amateur mais à haut niveau au cricket et au golf. Le chanteur écossais Michael Marra (en), originaire de Dundee, a écrit une chanson en son honneur, Hamish (the Goalie), sur son album de 1991, On Stolen Stationery. 
McAlpine a ouvert en 1986 un pub à Dundee, appelé Goalie. Depuis sa retraite, il a travaillé comme commercial mais aussi en sein de l'encadrement de son ancien club, le Dundee United à la fois comme commercial et comme entraîneur des gardiens. 

## Statistiques
| Club                        | Saison       | Championnat | Championnat | Coupe   | Coupe | Coupe Ligue | Coupe Ligue | Autre   | Autre | Total   | Total |
| Club                        | Saison       | Matches     | Buts        | Matches | Buts  | Matches     | Buts        | Matches | Buts  | Matches | Buts  |
| --------------------------- | ------------ | ----------- | ----------- | ------- | ----- | ----------- | ----------- | ------- | ----- | ------- | ----- |
| Dundee United               | 1966–67      | 0           | 0           | 0       | 0     | 0           | 0           | 0       | 0     | 0       | 0     |
| Dundee United               | 1967–68      | 0           | 0           | 0       | 0     | 0           | 0           | 0       | 0     | 0       | 0     |
| Montrose (prêt)             | 1967–68      | 25          | 0           | N/A     | N/A   | N/A         | N/A         | 0       | 0     | 25      | 0     |
| Dundee United               | 1968–69      | 1           | 0           | 0       | 0     | 0           | 0           | 0       | 0     | 1       | 0     |
| Dundee United               | 1969–70      | 0           | 0           | 0       | 0     | 0           | 0           | 0       | 0     | 0       | 0     |
| Dundee United               | 1970–71      | 24          | 0           | 4       | 0     | 0           | 0           | 2       | 0     | 30      | 0     |
| Dundee United               | 1971–72      | 29          | 0           | 1       | 0     | 6           | 0           | 0       | 0     | 36      | 0     |
| Dundee United               | 1972–73      | 24          | 0           | 1       | 0     | 8           | 0           | 0       | 0     | 33      | 0     |
| Dundee United               | 1973–74      | 19          | 0           | 2       | 0     | 6           | 0           | 0       | 0     | 27      | 0     |
| Dundee United               | 1974–75      | 34          | 0           | 3       | 0     | 6           | 0           | 4       | 0     | 47      | 0     |
| Dundee United               | 1975–76      | 36          | 1           | 3       | 0     | 6           | 0           | 4       | 0     | 49      | 1     |
| Dundee United               | 1976–77      | 36          | 2           | 1       | 0     | 6           | 0           | 0       | 0     | 43      | 2     |
| Dundee United               | 1977–78      | 35          | 0           | 4       | 0     | 8           | 0           | 2       | 0     | 49      | 0     |
| Dundee United               | 1978–79      | 36          | 0           | 1       | 0     | 2           | 0           | 2       | 0     | 41      | 0     |
| Dundee United               | 1979–80      | 29          | 0           | 2       | 0     | 7           | 0           | 4       | 0     | 42      | 0     |
| Dundee United               | 1980–81      | 36          | 0           | 7       | 0     | 11          | 0           | 4       | 0     | 58      | 0     |
| Dundee United               | 1981–82      | 34          | 0           | 5       | 0     | 10          | 0           | 8       | 0     | 58      | 0     |
| Dundee United               | 1982–83      | 36          | 0           | 1       | 0     | 9           | 0           | 8       | 0     | 54      | 0     |
| Dundee United               | 1983–84      | 34          | 0           | 4       | 0     | 10          | 0           | 8       | 0     | 56      | 0     |
| Dundee United               | 1984–85      | 25          | 0           | 6       | 0     | 3           | 0           | 5       | 0     | 39      | 0     |
| Dundee United               | 1985–86      | 8           | 0           | 0       | 0     | 5           | 0           | 1       | 0     | 14      | 0     |
| Dundee United               | Total        | 477         | 3           | 45      | 0     | 103         | 0           | 52      | 0     | 677     | 3     |
| Dunfermline Athletic (prêt) | 1985–86      | 1           | 0           | 0       | 0     | 0           | 0           | 0       | 0     | 1       | 0     |
| Raith Rovers                | 1986–87      | 37          | 0           | 3       | 0     | 1           | 0           | 0       | 0     | 41      | 0     |
| Raith Rovers                | 1987–88      | 35          | 1           | 2       | 0     | 2           | 0           | 0       | 0     | 39      | 1     |
| Raith Rovers                | Total        | 72          | 1           | 5       | 0     | 3           | 0           | 0       | 0     | 80      | 1     |
| Arbroath                    | 1988–89      | 10          | 0           | 0       | 0     | 0           | 0           | 0       | 0     | 10      | 0     |
| Career total                | Career total | 585         | 4           | 50      | 0     | 106         | 0           | 52      | 0     | 793     | 4     |

## Palmarès
- avec Dundee United :
  - Champion d'Écosse en 1983
  - Vainqueur de la Coupe de la Ligue en 1980 et 1981

- Individuel :
  - Titre de Meilleur footballeur du championnat d'Écosse SFWA en 1985